# Gørding Station
Gørding Station er en jernbanestation i stationsbyen Gørding i Sydvestjylland.
Stationen ligger på jernbanestrækningen mellem Lunderskov og Esbjerg. Den blev indviet den 3. oktober 1874, samme dag som jernbanen. Den er betjent af DSBs regionaltoge mellem Esbjerg og Aarhus, mens togene mellem Esbjerg og København er gennemgående.
Oprindeligt havde Gørding station tilhørende stationsbygninger, ligesom alle andre stationer på strækningen, men disse blev revet ned i august 2013.
Gørding station havde i 2022 et påstigningstal på 21.731, hvoraf 45% af rejsende gik til Esbjerg, 20% til Bramming og 6% til Vejen. Dette var fordelt på 14.336 afgange, alle foretaget af DSB.
Ved stationen kan i dag findes billetautomat, venteskur, cykelparkering og bilparkering med ca. 11 pladser.